# 지방도 제1007호선
지방도 제1007호선(마암 ~ 상봉선)은 경상남도 고성군 마암면 화산삼거리와 진주시 상봉동 봉곡광장 교차로를 잇는 경상남도의 지방도이다.
진주시 북부를 우회하며, 진주시 진성면과 문산읍에 이르는 구간은 국도 제2호선, 집현면에서 미천면에 이르는 구간은 국도 제33호선과 중첩되는 것이 특징이다. 또한 진성면의 진성 나들목에서 남해고속도로와 교차한다.

## 연혁
- 2003년 2월 20일 : 노선 폐지 및 재지정[1][2]
- 2005년 4월 7일 : 상봉 ~ 집현간 도로(진주시 상봉서동 ~ 집현면 사촌리) 3.52 km 구간 확장 개통[3]
- 2009년 10월 15일 : 지방도 노선 조정[4]
- 2017년 5월 4일 : 총연장을 75.1km에서 68.9km로 변경[5]

## 주요 경유지
- 고성군
  - 마암면 화산삼거리 - 화산리 - 마암면 행정복지센터 - 마암초등학교 - 장산리 - 석마리 - 석마교 - 신리
  - 개천면 좌연리 - 원동교 - 북평교 - 북평리 - 북평2교 - 옥천사삼거리 - 개천초등학교 - 개천면 행정복지센터 - 명성리 - 예성리
  - 영오면 연당리 - 영천통합보건지소 - 영오사거리 - 영산교 - 영산리 - 대일고개
- 진주시
  - 금곡면 대일고개 - 가봉교 - 가봉리
  - 문산읍 송정교 - 갈곡리 - 갈촌역 - 안전리 - 진주성남병원 - 갈촌과선교 - 상문리 - 상문 교차로
  - 진성면 진성 교차로 - 진성면 행정복지센터 - 진성 나들목 - 동산교 - 중촌삼거리 - 동산리 - 경남과학고등학교, 경상남도과학교육원, 경남체육고등학교 - 가진리 - 월강교
  - 대곡면 월강교 - 덕곡리 - 가정리 - 봉평교 - 대곡초등학교 - 대곡치안센터 - 북창교 - 대곡중학교 - 대곡고등학교 - 유곡삼거리 - 유곡리 - 단목삼거리 - 단목초등학교(폐교) - 단목리 - 벌당교
  - 미천면 벌당교 - 벌당리 - 오방3교 - 미천초등학교(폐교) - 오방2교 - 미천중학교(폐교) - 미천면 행정복지센터 - 오방리 - 미곡리 - 안간리 - 내인교 - 안간삼거리 - 안간 교차로 - 안간교 - 효자교 - (1차선 구간 : 효자리) - (미포장 구간 : 효자소류지 - 안간리 - 월명암)
  - 집현면 (미포장 구간 : 응석골 - 응석사) - 응석저수지 - 정평교 - 정평리 - 응석사입구 - 대암교 - 대암리 - 원동삼거리 - 봉강리 - 사촌리
  - 상봉동 진주봉원중학교 - 진주여고사거리 - 봉곡광장 교차로

## 중복 구간
- 진주시 문산읍 상문 교차로 ~ 진성면 진성 교차로 : 국도 제2호선과 중복
- 진주시 대곡면 유곡삼거리 ~ 단목삼거리 : 지방도 제1013호선과 중복

## 도로명
- 고성군 마암면 화산삼거리 ~ 영오면 영오사거리 : 옥천로
- 고성군 영오면 영오사거리 ~ 진주시 문산읍 상문 교차로 : 문산로
- 진주시 문산읍 상문 교차로 ~ 진성면 진성 교차로 : 진마대로
- 진주시 진성면 진성 교차로 ~ 진성삼거리 : 동부로
- 진주시 진성면 진성삼거리 ~ 대곡면 대곡치안센터 : 진의로
- 진주시 대곡면 대곡치안센터 ~ 유곡삼거리 : 남강로2438번길
- 진주시 대곡면 유곡삼거리 ~ 단목삼거리 : 남강로
- 진주시 대곡면 단목삼거리 ~ 미천면 안간삼거리 : 오방로
- 진주시 미천면 안간삼거리 ~ 효자교 동단 : 진산로
- 진주시 미천면 효자교 동단 ~ 월명암 : 효자길
- 진주시 집현면 응석사 ~ 원동삼거리 : 응석로
- 진주시 집현면 원동삼거리 ~ 상봉동 봉곡광장 교차로 : 진주성로